# 托马斯·莫罗·雷夫利
托马斯·莫罗·雷夫利（英語：Thomas Morrow Reavley，1921年6月21日—2020年12月1日）是美国联邦第5巡回区上诉法院的法官，曾访问中国，介绍过美国司法判决执行问题方面的经验，认为法治传统、司法权的自我约束以及在判决书中阐明详细理由都会提高法院的权威。

## 生平
雷夫利1921年出生在美国德克萨斯州的Quitman，1942年毕业于德克薩斯州大學奧斯汀分校，获得学士学位，随后参加美国海军，1946年退役。随后进入哈佛法学院学习，1948年毕业，取得JD学位。
雷夫利1968年至1977年间担任德克萨斯州最高法院大法官，1979年被吉米·卡特总统任命为联邦第5巡回区上诉法院法官。
2020年12月1日，他在休斯頓逝世，享耆壽99歲。